# Vedra
Vedra község Spanyolországban, A Coruña tartományban. Vedra Santiago de Compostela, Boqueixón, A Estrada és Teo községekkel határos. Lakosainak száma 4942 fő (2024).

## Népesség
A település népessége az utóbbi években az alábbiak szerint változott:
| Lakosok száma | 5111 | 5057 | 5052 | 5059 | 5046 | 5073 | 5012 | 5036 | 5032 | 4942 |
|               | 2001 | 2004 | 2006 | 2009 | 2011 | 2014 | 2016 | 2019 | 2021 | 2024 |